# Cannon (Fernsehserie)
Cannon ist eine US-amerikanische Fernsehserie, von der in den Jahren 1971 bis 1976 insgesamt 123 Folgen zu je 45 Minuten entstanden. Vorausgegangen war der Serie ein 90-minütiger Pilotfilm.

## Handlung
Die einzige Hauptfigur ist der übergewichtige Privatdetektiv Frank Cannon, gespielt von William Conrad, der sich auf Kriminalfälle spezialisiert hat. Seine Ermittlungen, die er stets im Alleingang durchführt, lässt sich der ehemalige Polizist gut bezahlen: er lebt in einer großzügigen Wohnung in Los Angeles und fährt einen Lincoln. Die Serie Barnaby Jones wurde 1973 als Spin-off gestartet, es kam im weiteren Verlauf häufig zu Crossover-Auftritten.

## Ausstrahlungsnotizen
In Deutschland zeigte die ARD von 1973 bis 1977 nur 45 Folgen der Serie. Fast alle übrigen Episoden liefen von 1988 bis 1990 auf Sat.1. Der 90-minütige Pilotfilm Der Stich ins Wespennest wurde erstmals am 28. April 1990 vom ZDF gesendet. Die erste vollständige Ausstrahlung von Cannon im deutschen Fernsehen erfolgte 1993 bis 1995 auf VOX. Die deutschen Synchronstimmen von William Conrad sind Günter Strack (45 ARD-Folgen) und Michael Chevalier in der Serie sowie Helmut Krauss im Pilotfilm.

## Kritik
„Ob es darum geht, mit einer seiner Klientinnen zu dinieren oder einen Mörder zu überführen, Cannon macht immer eine gute Figur und beweist, daß seine rundlichen Formen Intelligenz und Scharfsinn nicht im Wege stehen.“

## Synchronisation
Die Serie wurde zunächst durch die Bavaria Atelier Gesellschaft mbH synchronisiert, anschließend durch die Synchronfirma Arena Synchron GmbH in Berlin. Dialogregie führte in dieser Zeit Ivar Combrinck, der auch für die Dialogbücher verantwortlich war. William Conrad wurde von insgesamt drei Sprechern synchronisiert, zunächst von Günter Strack, anschließend von Michael Chevalier, Helmut Krauss lieh Conrad in einer Episode ebenfalls seine Stimme.